# 金雲母
金雲母（きんうんも、phlogopite、フロゴパイト）は、雲母グループの鉱物。3八面体雲母の一種。
化学組成は KMg3AlSi3O10(OH)2で、Mg が Fe2+ に置換した雲母が鉄雲母（annite）。金雲母と鉄雲母は連続固溶体をつくり、その系列名「黒雲母」は、フィールド名として使われる。マグネシウムを多く含むものは黄色っぽいが、鉄が多くなると黒っぽくなる。
単斜晶系。比重 2.8～3.0。モース硬度 2～2.5。他の雲母と同じように、紙のように一方向にはがれる。
キンキラというのは金雲母（雲母＝きら、きらら）からきた修飾語で刃物を砥ぐのに適した砥石になり、刃物の仕上がりの美麗性をキンキラ（キン）と称したのがこのキンキラの語源といわれている。この派生語にコンピラ、キンピラなどが位置付けられるという。